# Guldsmedgade
Guldsmedgade er en gade i Klostergadekvarteret i Aarhus Midtby. Den strækker sig over knap 400 m fra Lille Torv i syd til Nørre Allé og Nørregade i nord.
Gaden lå oprindeligt vest for den vold, der markerede Aarhus' bykerne. Arkæologer har via udgravninger dokumenteret, at der allerede i 1100-tallet var bebyggelse, hvor Guldsmedgade 10-18 ligger i dag. Udgravningerne viser desuden, at Guldsmedgade formentlig er anlagt samtidig med Lille Torv i slutningen af 1200-tallet. Den ældste tilbageværende bygning er nr. 4, der er opført før 1832.
Navnet Guldsmedgade kan spores tilbage til 1562 og refererer til, at der i fortiden har været et ukendt antal guldsmede i gaden. Gaden blev i 1891 forlænget mod nord, hvor der opførtes nye ejendomme. Her kan særligt Guldsmedgade 17-19 bemærkes, opført 1892 af arkitekt Sophus Kühnel.
Natten til 22. februar 1945 blev boligkomplekset Guldsmedgade 3-9, der var opført efter gadens forlængelse, udsat for et bombeangreb, som Petergruppen stod bag. Syv personer blev dræbt. Blandt deltagerne i redningsarbejdet var den senere borgmester Thorkild Simonsen, der som ung malerlærling boede på et værelse i Guldsmedgade 1. Angrebet førte til, at husene 3-9, 10-16 og 27 ikke kunne genopføres, og først i 1959 opførtes en ny bygning i nr. 3-9, kaldet Søjlehuset. Her åbnede Danmarks første Føtex-varehus. I nummer 10-16 opførtes en ny etageejendom i 2000'erne. 